# Zhao Lianhai
Zhao Lianhai (赵连海) (* 21. Mai 1972 in Peking) ist ein chinesischer Dissident, der früher in einer Behörde für Lebensmittelqualität und -sicherheit arbeitete, und der nach dem Babymilchskandal in China 2008 eine Website darüber anlegte. Im Jahr 2010 wurde er wegen „Störung der öffentlichen Ordnung“ zu zweieinhalb Jahren Haft verurteilt. Sein eigenes Kind, Pengrui (* circa 2005), wurde krank infolge der melaminverseuchten Milch.

## Aktivismus und Website
Zhao wurde ein Führer in der Bewegung der Eltern, die sich für die Entschädigung und Behandlung ihrer durch die verdorbene Milch geschädigten Kinder einsetzten. Er forderte einen nationalen Gedenktag für die Opfer. Er hielt in seinem Heim eine Trauerfeier für die Eltern, deren Kinder Opfer des Skandals wurden, ab.
Er startete die Website Home for Kidney Stone Babies (jieshibaobao.com) von seiner Wohnung aus in Daxing, in der Nähe von Peking. Die Website wurde in China blockiert.
Eltern von Kindern, die durch die melaminkontaminierte Milch geschädigt wurden, konnten sich auf der Website informieren und sich darüber austauschen, wie sie klagen konnte. Zhao drängte außerdem auf die verstärkte Forschung über die Anzahl der Babys mit Nierensteinen.
Die Website veröffentlichte außerdem ein Dokument aus dem Henan Department of Health, das die Arbeiter aufgefordert hatte, nicht die wahre Anzahl von aufgetretenen Nierensteinen zu berichten. Auf der Website wurde zudem behauptet, dass die Obduktionen von Kindern abgelehnt worden waren.
Im Jahr 2009 veröffentlichte Zhao eine Petition, in der er darlegte, dass die von der Regierung geplanten Entschädigungszahlungen zu niedrig seien, vor allem auch angesichts der noch unbekannten Spätschäden, zudem waren Pläne nicht in Absprache mit den betroffenen Eltern entstanden. Die Petition wurde von mehreren hundert Eltern unterzeichnet.
Die Polizei und/oder das Public Security Bureau schikanierten ihn, seine Frau, seine Mutter, seine Geschwister und ehrenamtlich tätige Studenten. Die Regierung unterbrach auch Treffen und eine Pressekonferenz.

## Verhaftung, Prozess, Haft
Er wurde Mitte November 2009 von der Polizei festgenommen. Die Arrestpapiere wurden seiner Frau Li Xuemei am 21. Dezember 2009 übergeben, mit der Anklage, „Streit anzufangen und Ärger zu provozieren“. Sein Fall wurde im Frühjahr 2010 an die Staatsanwaltschaft übergeben. Der Fall kam vor das Gericht in Daxing in Peking, seine Anwälte sind Li Fangping und Peng Jian.
Zhao Lianhai wurde schließlich am 10. November 2010 zu zweieinhalb Jahren Haft verurteilt.
Drei Vorfälle wurden bei der Verhandlung gegen ihn verwendet:
- Organisation einer Versammlung von zwölf Eltern
- Halten eines Plakats vor einer Fabrik und einem Gericht
- Das Geben von Interviews gegenüber den Medien an einem öffentlichen Ort

Aus Protest begann er einen Hungerstreik. Amnesty International verurteilte das Strafmaß. Li Xuemei, seine Frau, kündigte Berufung an.